# Aleuroclava kerala
Aleuroclava kerala là một loài côn trùng cánh nửa trong họ Aleyrodidae, phân họ Aleyrodinae.
Aleuroclava kerala được Martin & Mound miêu tả khoa học đầu tiên năm 2007.